# 卡塔蘭開局
加泰罗尼亚開局(Catalan opening)或加泰兰开局是國際象棋開局印度防禦的一種，走法為：
1.d4 Nf6 2.c4 e6 3.g3 d5 4.Bg2